# Shining Soul
Shining Soul (シャイニング・ソウル?, Shainingu Sōru) è un videogioco di ruolo d'azione per Game Boy Advance sviluppato da Nextech e Grasshopper Manufacture e pubblicato da SEGA, Atlus e Infogames. Fa parte della serie di videogiochi Shining ed è stato seguito da un sequel diretto, intitolato Shining Soul II, nel 2003. Entrambi i giochi sono stati ripubblicati in Giappone all'inizio del 2006 come parte della serie di titoli "Value Selection" per Game Boy Advance.